# 朱邃㙂
豐林溫僖王朱邃㙂（1462年—1511年），明朝慶藩第一代豐林王，慶康王朱秩煃的庶第六子。

## 生平
成化八年（1472年）四月，封豐林王。
正德六年（1511年），朱邃㙂去世，享年五十歲，諡號溫僖。四年後，嫡長子朱寘鏷襲爵。

## 家庭

### 妻
- 沈氏，群牧千戶所副千戶沈宏女，成化十三年（1477年）九月冊為豐林王妃[4]。

### 子孫
- 嫡長子：豐林安簡王朱寘鏷
- 嫡三子：鎮國將軍朱寘銓[5]，號逸翁[6]，弘治十二年（1499年）正月賜名[7]
  - 第一子：輔國將軍朱台濬[5]
  - 第二子：輔國將軍朱台涼（1519年7月14日—1583年11月19日）[5]，號肅齋，又號南谿，生母楊氏，妻聞氏、丁氏[6]
    - 嫡長子：奉國將軍朱鼒檍，生母聞氏，妻武氏，是散官武傑的女兒，封淑人，卒，繼娶路氏，是醫官路琙的女兒[6]
      - 第一子：鎮國中尉朱倪𩉄，萬曆四年（1576年）四月受封[8]。妻張氏，是庠生張埜的女兒[6]
        - 第一女[6]

      - 第二子：朱倪營[6]
      - 第三子：孝哥[6]
      - 第一女[6]

    - 嫡二子：奉國將軍朱鼒椷，生母聞氏，早卒[6]
    - 第三子：奉國將軍朱鼒桯，生母丁氏，妻詣氏，是指揮詣鍧的女兒[6]
      - 第一子：六哥[6]
      - 第二子：馬哥[6]

    - 第四子：永哥，未請名，生母郭氏，妻陳氏，是百戶陳良策的女兒[6]
    - 第一女：彭陽縣君，早卒，生母丁氏[6]
    - 第二女：紫陵縣君，生母丁氏，儀賓邵在[6]

  - 子：輔國將軍朱台洸[9]
    - 第一子：朱鼒桃，萬曆二十三年（1595年）六月賜名[9]

  - 子：輔國將軍朱台涫[10]